# روري لي
روري لي (بالإنجليزية: Rory Lee)‏ هو رجل دين أمريكي، ولد في 14 أبريل 1949.